# José Francisco Guerra
José Francisco Guerra Iglesias (ur. 22 czerwca 1968 w Burgos) – hiszpański florecista, dwukrotny medalista mistrzostw świata.
Podczas mistrzostw świata w Hadze w 1995 roku zdobył srebrny medal indywidualnie. W finale przegrał z Rosjaninem Dmitrijem Szewczenko. Na mistrzostwach świata w Lizbonie w 2002 roku Hiszpanie w składzie: Javier Menéndez, Luis Caplliure, José Francisco Guerra i Javier García zdobyli brązowy medal w rywalizacji drużynowej. Był też między innymi dziewiąty drużynowo na mistrzostwach świata w La Chaux-de-Fonds w 1998 roku.
Wystartował na igrzyskach olimpijskich w Barcelonie w 1992 roku, zajmując 12. miejsce drużynowo i 40. indywidualnie. Na rozgrywanych cztery lata później igrzyskach olimpijskich w Atlancie zajął 21. miejsce w zawodach indywidualnych.